# White Raven
White Raven (em português: O Corvo Branco) é uma ópera em cinco atos para solistas, coro e orquestra, composta em 1991 pelo compositor norte-americano Philip Glass em colaboração com Robert Wilson, sobre libretto de Luísa Costa Gomes, e por encomenda da Comissão Nacional para a Comemoração dos Descobrimentos Portugueses e do Teatro Real de Madrid. A estreia mundial da obra sob o título em português O Corvo Branco foi feita por ocasião da Exposição Internacional de Lisboa de 1998 em 26 de setembro de 1998 no Teatro Camões em Lisboa, dirigida por Dennis Russel Davies. A estreia em Espanha, sob direção musical de Günter Neuhold ocorreu em 28 de novembro de 1998 (uma retransmissão televisionada em direto foi feita pela TVE, em 4 de dezembro de 1998) e a estreia nos Estados Unidos foi feita no Lincoln Center de Nova Iorque, sob direção de Dennis Russel Davies e com coreografia de Lucinda Childs, em 10 de julho de 2001.

## Conceção
Quando no início da década de 1990 o compositor Philip Glass foi contactado pelo comissário António Mega Ferreira, membro da Comissão para a Comemoração dos Descobrimentos Portugueses, o compositor, que tinha acabado de escrever a ópera The Voyage para as comemorações do 500.º aniversário da chegada de Cristóvão Colombo à América, não se mostrou recetivo a retomar para uma nova obra um tema semelhante. Convidado a refletir, aceitou a encomenda com a condição de Robert Wilson fazer parte do projeto. Partiu então para o Brasil, onde compôs a música durante o inverno.
Originalmente O Corvo Branco deveria fazer parte de um díptico do qual seria a conclusão. A primeira parte, que nunca foi escrita, deveria chamar-se The Palace Of Arabian Nights (O Palácio das Mil e Uma Noites) e concentrar-se no desenvolvimento e expansão do Islamismo do século IX até à Renascença. «O Corvo Branco cobre o resto da história, do século XV ao século XXI».
A razão para a primeira parte do díptico nunca ter sido escrita prende-se com mal-entendidos entre Glass e Wilson.

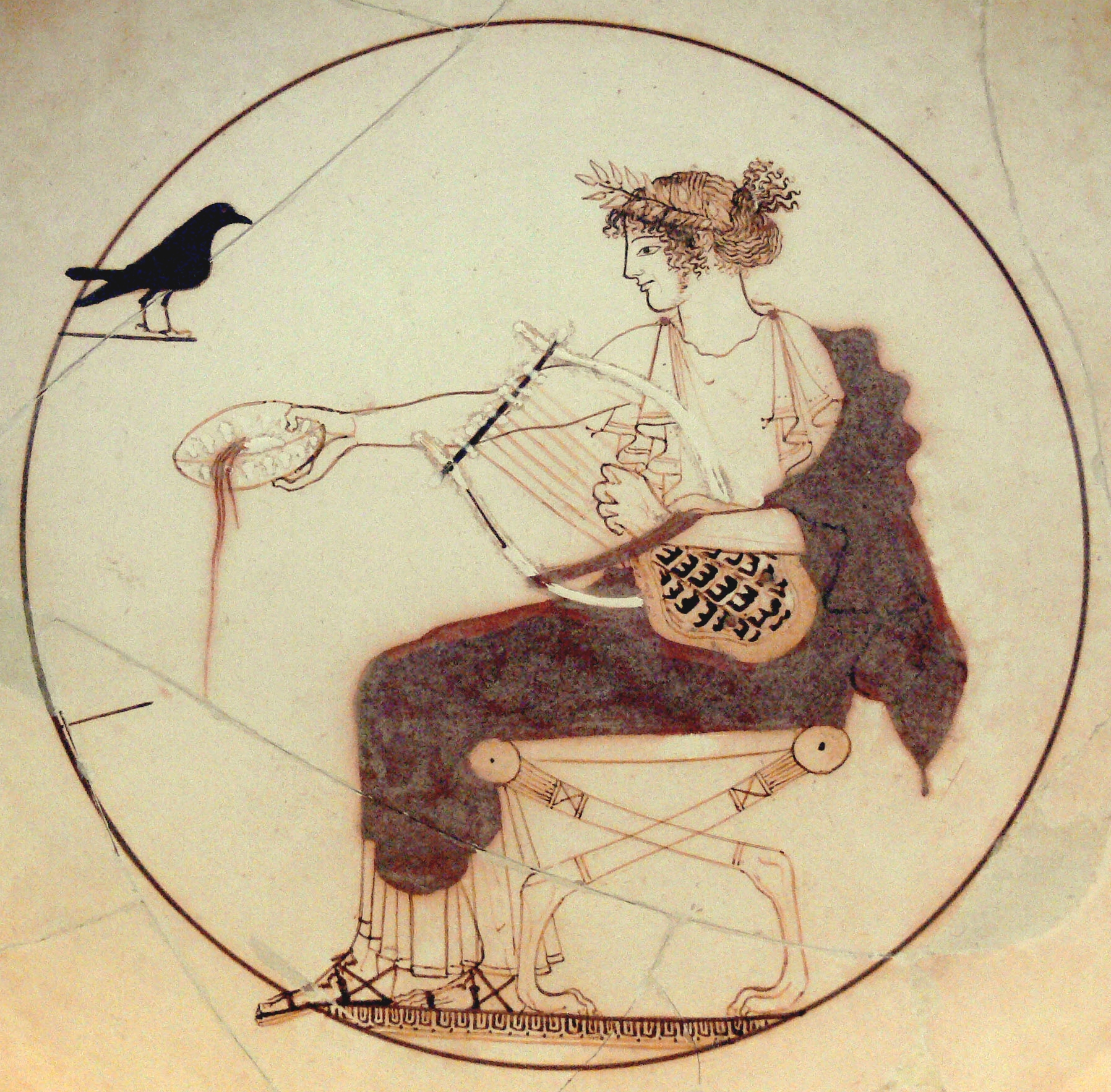
Apolo e o Corvo, Museu arqueológico de Delfos

O título White Raven provém da mitologia grega: Apolo, enamorado pela princesa Corónis (filha de Flégias, rei dos Lápitas), confia a um corvo branco, seu companheiro fiel, a missão de a vigiar. Mas com o decorrer do tempo a ave, que achava a sua missão cada vez mais entediante, decidiu uma noite trair a confiança do seu mestre. Contou-lhe que Corónis o traía com um mortal chamado Ischys. Louco de raiva, Apolo matou a jovem com uma flecha no peito antes de perceber que o corvo lhe tinha mentido. Para o punir, Apolo transformou a plumagem branca e imaculada do corvo na cor preta, mais negra que o carvão. O corvo branco é então um mensageiro e símbolo da inocência perdida.
Como nas outras colaborações entre Glass e Wilson (Einstein on the Beach, The CIVIL warS e Monsters of Grace), White Raven não conta realmente uma história. O libretto apresenta uma série de paisagens de personagens e acontecimentos, misturando versos poéticos com tratados científicos, títulos de jornal ou, como no final, uma longa lista de personalidades da história de Portugal.
Neste sentido, a ópera não é tanto uma celebração da exploração, mas uma meditação, uma reflexão aberta, sobre o processo e sentido do sentido de descoberta, das expedições dos navegadores portugueses à era da exploração espacial e mesmo à exploração futura do universo.

## Personagens
| Papel                                  | Voz            | Na estreia mundial, Teatro Camões, Lisboa, 26 de setembro de 1998 Maestro: Dennis Russell Davies |
| -------------------------------------- | -------------- | ------------------------------------------------------------------------------------------------ |
| Rainha, cientista 1                    | soprano        | Ana Paula Russo                                                                                  |
| Corvo 1                                | soprano        | Suzan Hanson                                                                                     |
| Corvo 2, cientista 2                   | mezzo-soprano  | Maria Jonas                                                                                      |
| Vasco da Gama, viajante 1              | barítono-baixo | Herbert Perry                                                                                    |
| Rei                                    | barítono       | Yuri Batukov                                                                                     |
| Rainha indígena, Miss Universo, Dragão | mezzo-soprano  | Janice Felty                                                                                     |
| Marinheiro 1, cientista 3, viajante 2  | tenor          | Douglas Perry                                                                                    |
| Marinheiro 3, viajante 3               | barítono       | Fabrice Raviola                                                                                  |
| Marinheiro 2, viajante 4               | barítono-baixo | Zheng Zhou                                                                                       |
| Judy Garland, gémea siamesa 1          | soprano        | Paula Pires de Matos                                                                             |
| Gémea siamesa 2                        | soprano        | Sandra Medeiros                                                                                  |
| Galo de Barcelos, Dogman               | mezzo-soprano  | Marina Ferreira                                                                                  |
| Colhereiro                             | tenor          | David Lee Brewer                                                                                 |
| Homem delata, Océfalo                  | tenor          | John Duykers                                                                                     |
| Rei indígena, pata de elefante         | baixo          | Vincent Dion Stringer                                                                            |
| Escritor                               | ator           | Diogo Infante                                                                                    |

## Estrutura
- Ato I
  - Knee Play 1, O Escritor com os dois Corvos
  - Cena 1, Corte Portuguesa
  - Knee Play 2
  - Cena 2, A viagem
  - Cena 3, África
  - Cena 4, Índia
- Ato II
  - Cena 1, Exploração submarina
  - Cena 2, Exploração de buracos negros no céu
- Ato III
  - Prólogo
  - Cena 1, Corte Portuguesa
  - Knee Play 3, O escritor como corvo
  - Cena 2, Visões Noturnas
- Ato IV
  - Cena 1, Scherzo
  - Knee Play 4, O escritor com uma mesa de água e um pluma voadora
- Ato V
  - Cena 1, Brasil
  - Epílogo